# Joey van den Berg
Joey van den Berg, né le 13 février 1986, est un footballeur néerlandais d'origine libérienne. Il joue au poste de milieu de terrain avec l'équipe de NEC Nimègue, en prêt du club anglais du Reading FC.

## Biographie
Le 25 juillet 2018, il est prêté à NEC Nimègue.
À l'issue de la saison 2018-2019, il est libéré para les Royals.

## Palmarès
- Champion des Pays-Bas de D2 en 2012 avec le PEC Zwolle